# Ізокореляти
Ізокореляти (рос. изокорреляты, англ. isocorrelates, нім. Isokorrelaten f pl) — лінії, які з’єднують точки з однаковими величинами коефіцієнта кореляції.
При дослідженні різних явищ, наприклад,  в геосистемах створюють карти ізокорелят, на яких проведені ізолінії рівних коефіцієнтів кореляції
Приклади ізокорелят у метеорології: автокореляція геопотенціалу; кроскореляція геопотенціалу і температури; автокореляція температури середовища.